# Kanton Void-Vacon
Void-Vacon is een voormalig kanton van het Franse departement Meuse. Het kanton maakte deel uit van het arrondissement Commercy tot het in maart 2015 werd opgeheven. De gemeenten werden toen ingedeeld bij het kanton Vaucouleurs.

## Gemeenten
Het kanton Void-Vacon omvatte de volgende gemeenten:
- Bovée-sur-Barboure
- Boviolles
- Broussey-en-Blois
- Laneuville-au-Rupt
- Marson-sur-Barboure
- Méligny-le-Grand
- Méligny-le-Petit
- Ménil-la-Horgne
- Naives-en-Blois
- Ourches-sur-Meuse
- Pagny-sur-Meuse
- Reffroy
- Saulvaux
- Sauvoy
- Sorcy-Saint-Martin
- Troussey
- Villeroy-sur-Méholle
- Void-Vacon (hoofdplaats)